# Église Notre-Dame de Colombier-le-Cardinal
L'église  Notre-Dame de l'Assomption  est érigée dans la commune de Colombier-le-Cardinal, département de l'Ardèche en région Auvergne-Rhône-Alpes. L'édifice situé au centre du village et dépend de la paroisse catholique Bienheureux Gabriel Longueville. Son architecture est de style néoroman.

## Historique
Les documents cités dans la bibliographie de l'article permettent d'établir la chronologie suivante : 
- 1872 : Construction de l’église et création de la paroisse (24 juillet).
- 1875 : Visite pastorale de Mgr Louis Delcusy, évêque de Viviers qui célèbre le sacrement de confirmation de 22 enfants (16 avril).
- 1906 : Inventaire de l’église dans le cadre de la Loi de séparation des Églises et de l'État. Prévue le 23 février l'opération se déroule le 2 mars en début d’après-midi après l’intervention en vain de Jean de Canson (1867 – 1907), maire et membre de la famille des donateurs de l’église et de M. le Curé Thibon. Forçage de portes. Les paroissiens présents assistent à l’opération médusés et en colère. Tous prennent part au chemin de croix à l’issue.
- 1950 : Visite pastorale de Mgr Alfred Couderc, évêque de Viviers qui célèbre le sacrement de confirmation (4 mai).
- Avant 1958 : Rénovation de l’église.
- 1972 : Festivités du centenaire de l’église (17 septembre).
- 1991 - 1992 : Campagne de travaux dans le chœur.
- 1994 : La paroisse de Colombier-le-Cardinal et les autres paroisses catholiques de la banlieue d’Annonay (sauf Roiffieux) forment l’« ensemble inter-paroissial d'Annonay - rural ».
- 2003 : Création de la paroisse « Saint-Christophe lès Annonay », par fusion des paroisses catholiques existantes (1er janvier) [2].
- 2020 : Campagne de travaux sur le campanile (février - mars).
- 2021 : Création de la paroisse « Bienheureux Gabriel Longueville » du Bassin d'Annonay par fusion des paroisses « Sainte-Claire » d’Annonay, de Roiffieux et de La Vocance et « Saint-Christophe lès Annonay » (1er mai) [3].

## Description générale
Composée d’un clocher sous la forme d’un campanile surmontant la façade principale et le portail d’entrée, l’église est à une nef voûtée. Son plan est en forme de croix latine. Son chevet est plat. Le tout est caractéristique du style roman

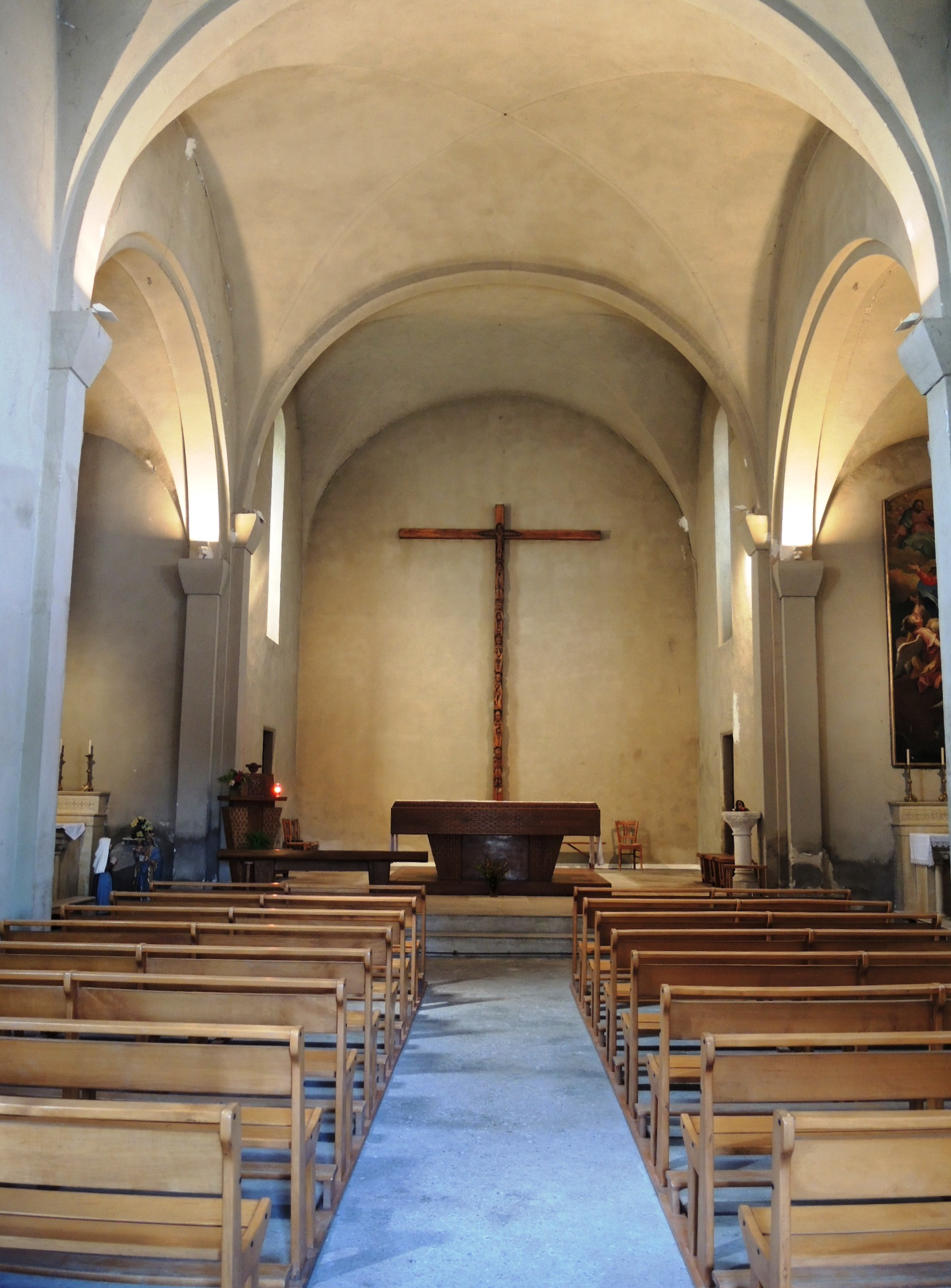
Intérieur de l'église de Colombier-le-Cardinal.

## Vocable
Notre-Dame de l’Assomption est la patronne de cette église.

## Visite de l'édifice

### Le sanctuaire

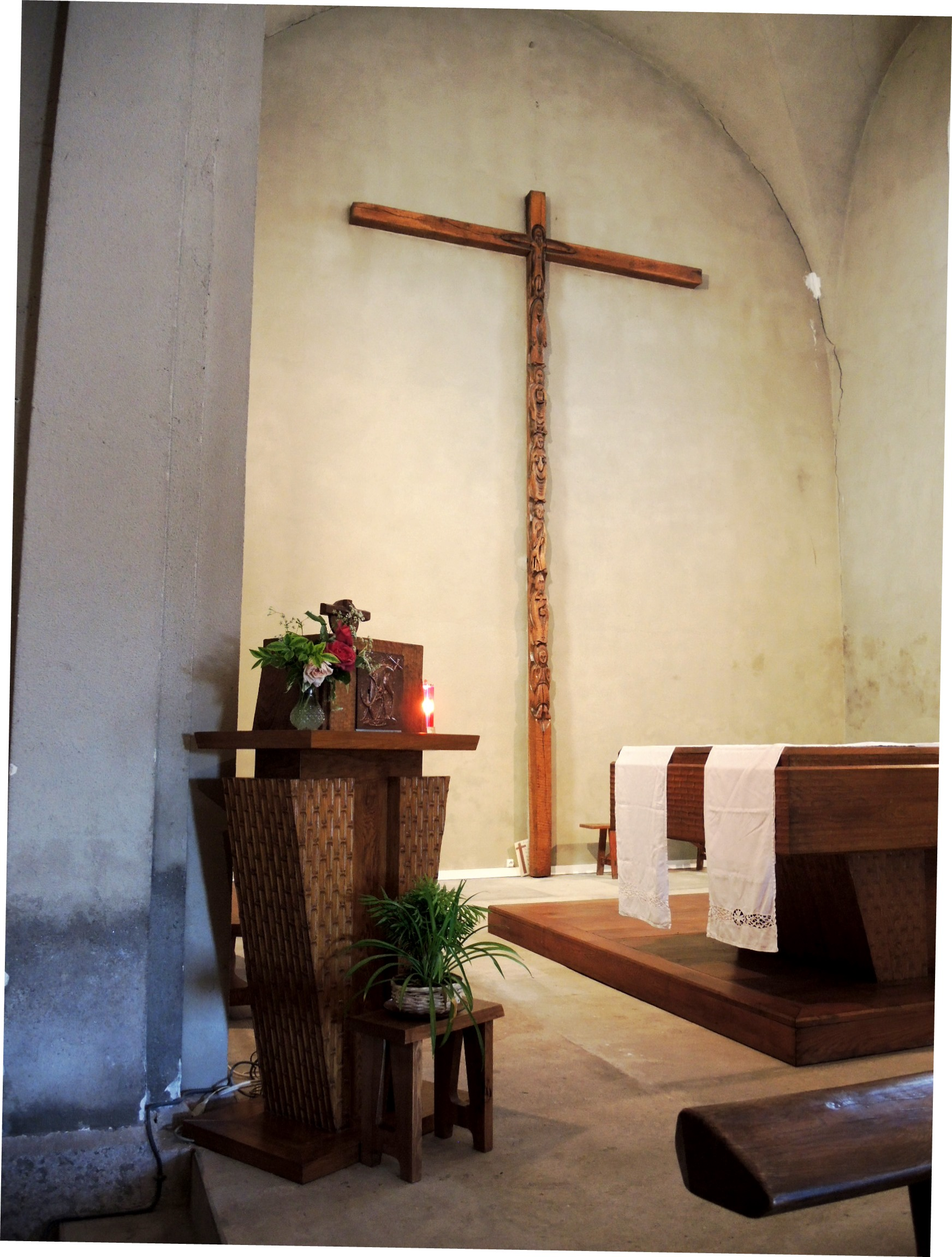
Chœur de l'église de Colombier-le-Cardinal.

Un ensemble d'éléments aux fonctions liturgiques précises signé Marc Hénard (1919 - 1992) : 
- le siège de présidence,
- la Croix du Christ dominant l’assemblée. D’inspiration africaine elle est entièrement sculptée et représente :
  -  Le Christ en croix ,
  - La vierge Marie,
  - Saint Jean,
  - Sainte Marie-Madeleine,
  - Saint François d’Assise,
  - Saint Louis Marie de Monfort,
  - L’un des stigmatisés de notre temps.
- l’autel permettant la célébration « face au peuple »,
- le tabernacle avec sa porte sculptée faisant écho au verset du psaume 42 (41) Comme un cerf altéré cherche l'eau vive, ainsi mon âme te cherche toi, mon Dieu selon la traduction de l'Association épiscopale liturgique pour les pays francophones.

L’ensemble comprend aussi une table de communion ayant une fonction décorative. Avant le concile Vatican II, cette barrière permettait aux fidèles agenouillés devant de recevoir la communion du prêtre restant dans le chœur.

### Vitraux
Les vitraux aux motifs géométriques dans la nef présentent des éléments figuratifs pour les oculi : 
- Saint Joseph et l’Enfant Jésus,
- Sainte Vierge et l’Enfant Jésus,
- Le baptême du Christ,

### Sculptures

#### Statues
Plusieurs statues décorent l'église :
- La Vierge à l’Enfant,
- Saint Joseph,
- Sainte Bernadette Soubirous,
- Christ en croix,

#### Autres éléments sculptés
Divers éléments :
- les fonts-baptismaux décorés du chrisme, de l’Α et l’Ω et d’un extrait de l’évangile de Jean (4, 14) Fons aquae salientis in vitam aeternam se traduisant par Source d’eau jaillissant pour la vie éternelle.
- le confessionnal placé dans la chapelle de saint Joseph.
- un élément rappelant l’histoire de l’église, la plaque commémorant ses bienfaiteurs avec le texte suivant :

Paroisse érigée le 24 juillet 1872. Bienfaiteurs : 
- Mlle Adèle Chomel d’Olivet.
- Mme Louis de la Lombardière de Canson née de Lamarjorie de Soursac
- M. Louis de la Lombardière de Canson.

Quelques précisions : 
- Gabrielle Jeanne Jacquine de Lamarjorie de Soursac, née le 16 janvier 1813 à Annonay et décédée à Colombier le Cardinal le 20 septembre 1875 était l’épouse de Jacques Adélaïde Louis Barou de Canson (1809 – 1893) maire de Davézieux et acheteur du château des Célestins en 1859.
- Barthélémy Louis Marie René Barou de la Lombardière de Canson (1835 – 1898) son fils, maire de Colombier-le-Cardinal, constructeur de l’église et de l’école, époux de Jeanne Marguerite Marie d’Humières (1845 – 1909).
- Jean Clément Louis Marie Barou de la Lombardière de Canson (1867 – 1907), maire de Colombier-le-Cardinal, son petit-fils[4].

Enfin citons encore :
- l’autel de la Sainte Vierge décoré du monogramme AM et d’une rose sculptée sur la porte de son tabernacle.
- l’autel de saint Joseph décoré du monogramme SJ et d’un lys sculpté.

## Chronologie des curés

### 1872 – 1994
Un curé a la charge de la paroisse dont le territoire correspond approximativement à celui de la commune. Suivant les époques il ne fut pas toujours résidant. Quelques noms :
- Jean Germain Verrier, curé de 1872 à 1875. Né le 21 août 1833, ordonné en 1861 et il meurt en janvier 1927. Originaire de Saint-Julien-Vocance, il fut vicaire à Saint-Victor, curé aussi de Boffres et Vernosc-lès-Annonay.
- Emile Savoye, curé entre 1875 et 1879.
- Alexandre Gonnet, curé entre 1879 et 1904. L’abbé Gonnet, décédé à Colombier-le-Cardinal le 31 octobre 1904 est inhumé au cimetière communal.
- Isidore Thibon, curé entre 1905 et 1911.
- Rémy Collange, curé entre 1911 et 1914.
- Louis Falcon, curé entre 1919 et 1947. Né le 13 novembre 1875 à Annonay, ordonné le 2 décembre 1900, il fut vicaire à Saint-Julien-Boutières, à Quintenas en 1905. En septembre 1932, il est nommé également vicaire économe de Bogy en plus de sa charge de curé de Colombier-le-Cardinal.
- Léon Marcel, curé entre 1948 et 1958.
- Joseph Betton, curé entre 1978 et 1994.

### 1994 – 2003
Une équipe presbytérale dont les membres sont « curés in solidum » (responsables solidairement) a la charge de l’ensemble des paroisses catholiques de la banlieue d’Annonay (ensemble inter-paroissial d'Annonay - rural).

### 2003 – 2021
Avec la création de la paroisse Saint-Christophe dont le territoire comprend la banlieue d'Annonay, à l'exception de Roiffieux et de la vallée de La Vocance, une équipe d’animation pastorale (E.A.P.) composée de laïcs en mission et de prêtres nommés « curés in solidum » à la charge de la paroisse nouvelle.

### Depuis 2021
Avec la création de la paroisse « Bienheureux Gabriel Longueville » dont le territoire correspond au bassin de vie d'Annonay, une équipe d’animation pastorale (E.A.P.) présidée par un prêtre nommé « curé » à la charge de la paroisse nouvelle.